# VM i fodbold 2034 (mænd)
|  | Denne artikel indeholder information om en fremtidig sportsbegivenhed Der kan forekomme spekulativ information, og indholdet kan ændres dramatisk når arrangementet nærmer sig og mere information bliver tilgængelig. |

VM i fodbold 2034 bliver den 25. udgave af VM i fodbold. Slutrunden afholdes i Saudi Arabien. Saudi Arabien blev formelt valgt ved en onlinekongres i december 2024.
Efter at Australien havde trukket sit bud, var Saudi Arabien den eneste kandidat, der var tilbage og eftersom et kontinentalforbund højest kan huse hvert tredje VM, var det kun lande fra Asien og Oceanien, der kunne byde ind på værtskabet. Det formelle valg af værter skete dog først i slutningen af 2024, men FIFA's præsident Gianni Infantino havde på forhånd bekræftet, at slutrunden afholdes i Saudi Arabien.